# Природний ландшафт італійських виноградників: Ланге-Роеро та Монферрат
Природний ландшафт італійських виноградників: Ланге-Роеро та Монферрат (англ. Vineyard Landscape of Piedmont: Langhe-Roero and Monferrato) — це офіційна назва об'єкту Світової спадщини ЮНЕСКО, який складається з «п'яти чітких територій вирощування винограду з видатними ландшафтами» та замку Гринцане-Кавоур у П'ємонті, Італія.
Цей ландшафт, який простягається пагорбами Ланге та Монферрат, є однією з найважливіших виноробних зон Італії.
Розташована у центрі регіону П'ємонт (північний захід Італії), територія внесена до списку ЮНЕСКО як «культурний ландшафт», оскільки є результатом поєднання праці природи та людини у створенні культури виноробства, яка змінила ландшафт за сторіччя.

## Опис

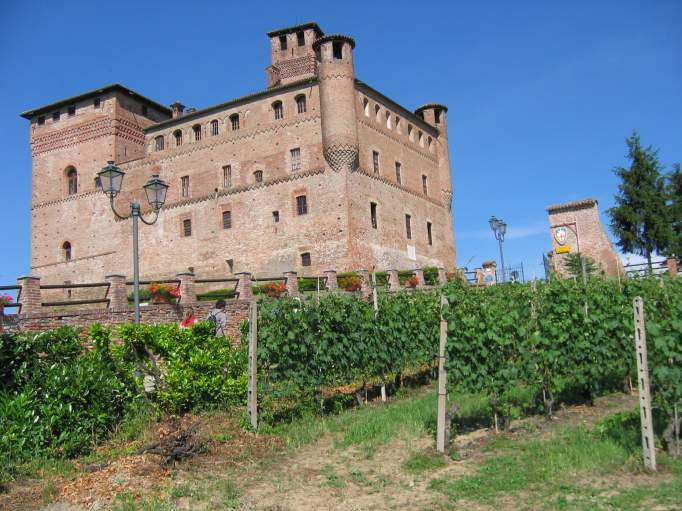
Замок Гринцане-Кавоур

Територія включає 5 окремих ділянок виноробства з видатними ландшафтами та замок Гринцане-Кавоур, назва якого є емблемою у розвитку виноградників та італійській історії. Територія розташована у південній частині П'ємонту, між річкою По та Лігурійськими Аппенінами та включає повний цикл технічних та економічних процесів, пов'язаних з виноградарством та виноробством, які століттями характеризувати регіон. На цій території був знайдений виноградний пилок, датований 5 ст. до н. е., коли П'ємонт був місце контакту та обміну між етрусками та кельтами, і етруські та кельтські слова, особливо пов'язані з виноробством, досі використовуються у місцевому діалекті. За часів Римської імперії, Пліній Старший згадував регіон як один з найкращих для виноградарства у стародавній Італії, а Страбон писав про його бочки.

## Території
| Серійний ID номер | Назва                       | Площа (га) | Буферна зона (га) | Координати                                                          |
| ----------------- | --------------------------- | ---------- | ----------------- | ------------------------------------------------------------------- |
| 1390-001          | Ланга дель бароло           | 3 051      | A=59 306          | 44°36′31″ пн. ш. 7°57′49″ сх. д. / 44.60861° пн. ш. 7.96361° сх. д. |
| 1390-002          | замок Гринцане-Кавоур       | 7          | A                 | 44°39′7″ пн. ш. 7°59′39″ сх. д. / 44.65194° пн. ш. 7.99417° сх. д.  |
| 1390-003          | пагорби барбареско          | 891        | A                 | 44°43′14″ пн. ш. 8°5′15″ сх. д. / 44.72056° пн. ш. 8.08750° сх. д.  |
| 1390-004          | Ніцца Монферрато та барбера | 2 307      | A                 | 44°47′47″ пн. ш. 8°18′18″ сх. д. / 44.79639° пн. ш. 8.30500° сх. д. |
| 1390-010          | Канеллі та Асті Спуманте    | 1 971      | A                 | 44°44′17″ пн. ш. 8°14′59″ сх. д. / 44.73806° пн. ш. 8.24972° сх. д. |
| 1390-011          | Монферрато інфернотта       | 2 561      | B=16 943          | 45°3′3″ пн. ш. 8°23′23″ сх. д. / 45.05083° пн. ш. 8.38972° сх. д.   |
| Всього            | Всього                      | 10 789     | 76 249            |                                                                     |